# Matteo Rivolta
Matteo Rivolta (ur. 16 listopada 1991 w Arconate) – włoski pływak specjalizujący się w stylu motylkowym. 
Mistrz Europy w sztafecie 4 × 100 m stylem zmiennym oraz brązowy medalista na dystansie 100 m stylem motylkowym.
Uczestnik igrzysk olimpijskich w Londynie (2012) na 100 m motylkiem (23. miejsce) oraz w sztafecie 4 × 100 m stylem zmiennym (14. miejsce).